# Piz Muraun
Der Piz Muraun (2896 m ü. M.) ist ein regelmässig geformter Gipfel in den Adula-Alpen im Kanton Graubünden. Er steht zwischen dem Val Sumvitg im Osten und dem Val Plattas im Westen, einem Seitental des Val Medel. Über den Gipfel verläuft die Gemeindegrenze zu Sumvitg und Medel (Lucmagn). 
Auf einigen Karten ist eine Wegspur eingezeichnet, die vom südlichen Sattel, der Fuorcla da Vallesa, die zum Piz Cazirauns überleitet, zum Gipfel des Piz Muraun führt.

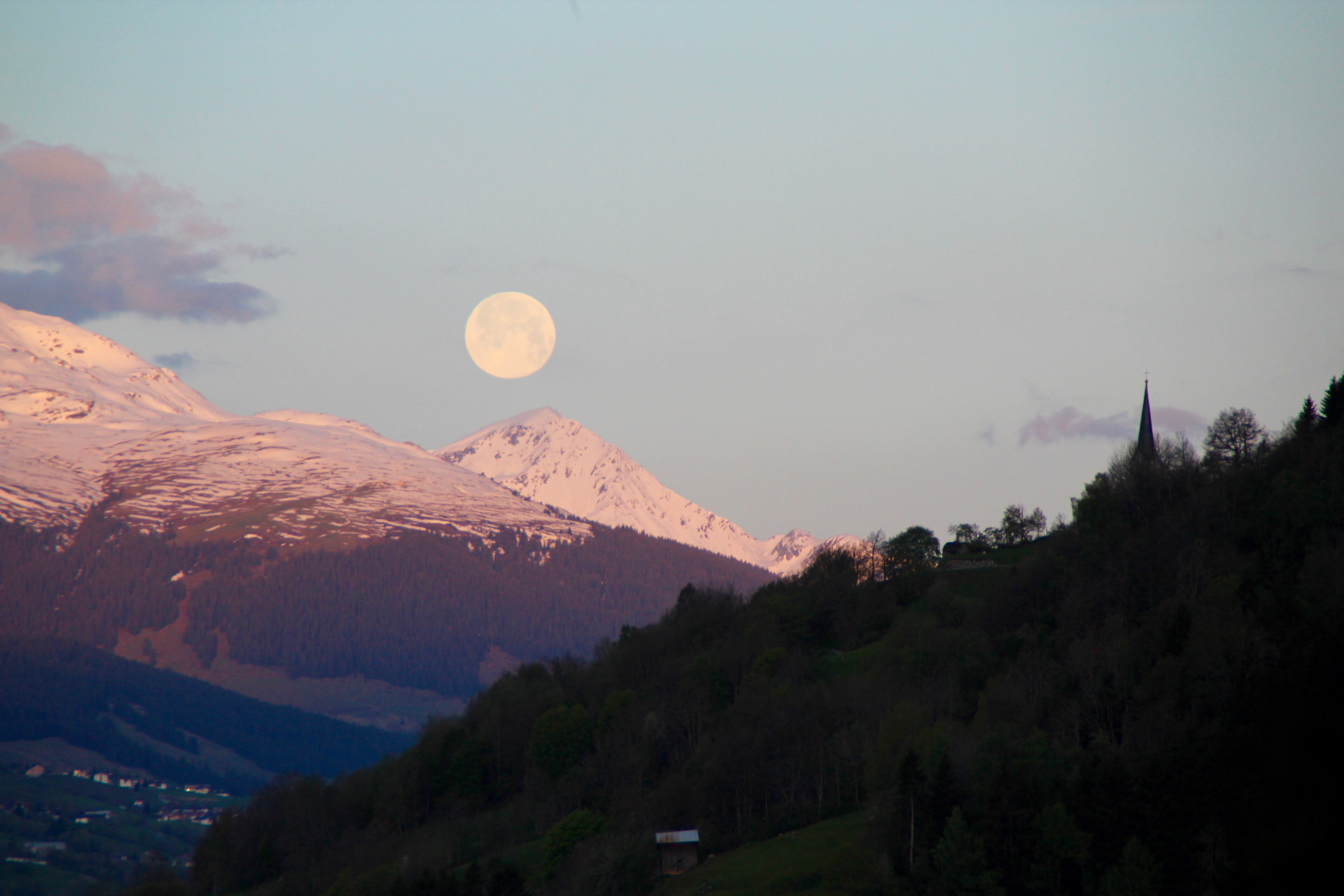
Vollmond über dem Piz Muraun, Ansicht von Osten